# Gmina Höör
Gmina Höör (szw. Höörs kommun) – gmina w Szwecji, w regionie Skania, z siedzibą w Höör.
Pod względem zaludnienia Höör jest 152. gminą w Szwecji. Zamieszkuje ją 14 520 osób, z czego 50,21% to kobiety (7290) i 49,79% to mężczyźni (7230). W gminie zameldowanych jest 594 cudzoziemców. Na każdy kilometr kwadratowy przypada 45,14 mieszkańca. Pod względem wielkości gmina zajmuje 230. miejsce.